# La Peyratte

La Peyratte este o comună în departamentul Deux-Sèvres, Franța. În 2009 avea o populație de 1,149 de locuitori.